# Winfried Grabe
Winfried Grabe (* 1963 in München) ist ein deutscher Komponist, Konzertmeister, Violinist und Dirigent.

## Biografie
Winfried Grabe studierte Violine bei Otto Büchner und Kurt Guntner an der Hochschule für Musik und Theater München. Zusätzlich studierte er als Primarius des Seraphin-Quartett beim Melos Quartett Kammermusik an der Musikhochschule Stuttgart. Seit den 1980er Jahren musiziert er beim Bayerischen Staatsorchester, den Münchner Philharmonikern, dem Symphonieorchester des Bayerischen Rundfunks sowie als Konzertmeister bei den Münchner Symphonikern. Seit 1991 ist er Konzertmeister des Amati Ensemble München, dem Augsburger Kammersolisten und dem Würzburger Bachorchester. Als Solist konzertiert Grabe regelmäßig, das Repertoire umfasst Werke vom Barock bis zur Moderne. 1993 übernahm Grabe die künstlerische Leitung des „Ensemble Haar“, seither dirigierte er zahlreiche Konzerte mit verschiedenen Orchestern. Als Filmkomponist vertonte Winfried Grabe zahlreiche Filme für Kino, Fernsehen und Werbung, darunter den Oscar-nominierten Kurzfilm Gregors größte Erfindung.
Für den Dokumentarfilm Seelenvögel (2009) hat er die Musik produziert. Seine Familie wurde für einige Zeit mit der Kamera begleitet, denn eines der Kinder war sein an Leukämie erkrankter Sohn Leonard (kurz „Lenni“), der während der Dreharbeiten verstarb.
Mit dem von Dana Vávrová inszenierten Liebesdrama Hunger – Sehnsucht nach Liebe debütierte Grabe 1997 als Filmkomponist. Zuletzt schrieb er die Musik zu den jeweils von Sibylle Tafel inszenierten Fernsehfilmen Heiraten ist auch keine Lösung und Rotkäppchen.

## Filmografie (Auswahl)
- 1997: Hunger – Sehnsucht nach Liebe
- 2001: Gregors größte Erfindung
- 2006: Nachbeben
- 2011: Von Mäusen und Lügen
- 2012: Heiraten ist auch keine Lösung
- 2012: Rotkäppchen